# 冠状面
冠状面（かんじょうめん、英語: coronal plane）または前頭面（ぜんとうめん、frontal plane）あるいは前額面（ぜんがくめん）は、生物の体を腹側と背側に（ヒトの場合は前側と後側）分割する任意の平面である。冠状平面（前頭平面、前額平面）ともいう。

## 概説
解剖学において生物の体の各部の関係を記載する際に用いられる平面のひとつである。頭蓋骨の関節である冠状縫合（coronal suture）の方向にほぼ平行であることから命名されている。冠状面は平行移動することにより無数に存在する。
この平面で切断した断面を冠状断（coronal section、または前頭断、前額断）という。

## 応用例
人体の場合、左右の肩を通る仮想の直線で2つ（前側と後側すなわち腹側と背側）に切断する面を中央冠状面 (mid‐coronal plane) という。

## 他の平面との関係
冠状面は横断面（ヒトなら水平面）と垂直なので、縦断面のひとつである。また矢状面とも垂直である。

## 画像
- 他の平面との関係。矢状面、冠状面、横断面。
- MRIで撮影した人体の冠状面。
- MRIで撮影したヒト頭部の冠状断面。
- CTで撮影したヒト胴体。腹側から背側へ冠状面を連続表示している。肺、心臓、脊椎などが見える。